# Колвил
Колвил (фр. Colleville) насеље је и општина у северној Француској у региону Горња Нормандија, у департману Приморска Сена која припада префектури Авр.
По подацима из 2011. године у општини је живело 749 становника, а густина насељености је износила 101,35 становника/km². Општина се простире на површини од 7,39 km². Налази се на средњој надморској висини од 108 метара (максималној 124 m, а минималној 17 m).

## Демографија
| 1962. | 1968. | 1975. | 1982. | 1990. | 1999. | 2011. |
| ----- | ----- | ----- | ----- | ----- | ----- | ----- |
| 488   | 490   | 492   | 594   | 671   | 703   | 749   |

График промене броја становника у току последњих година